# Beauty Marks
Beauty Marks é o sétimo álbum de estúdio da cantora norte-americana Ciara, foi lançado em 10 de Maio de 2019 através de sua gravadora Beauty Marks Entertainment em parceria com a Warner Bros Records.

 O álbum contém participações do rapper Macklemore, Kelly Rowland e do nigeriano Tekno,
e é precedido pelos singles Level Up, Freak Me, Dose, Greatest Love e Thinkin Bout You.

## Antecedentes
Ciara lançou seus álbuns de estúdio anteriores, Ciara e Jackie através da Epic Records, depois de solicitar o fim do contrato com a Jive Records em fevereiro de 2011. Enquanto o álbum Ciara foi bem recebido pelos críticos de música e ficou em segundo lugar na parada Billboard 200, Jackie se tornou o álbum menos vendido de sua carreira, apesar de incluir o single "I Bet", que foi certificado Platina. O último álbum foi apoiado pela The Jackie Tour, que começou em maio de 2015. Uma segunda etapa da turnê estava planejada para março de 2016 no entanto, em fevereiro de 2016 foi anunciado que foi cancelada porque Ciara afirmou que queria se concentrar em seu sétimo álbum de estúdio. Naquele mesmo mês, o diretor executivo da Epic Records, L.A. Reid, confirmou que Ciara havia deixado a gravadora por opção. Em 27 de janeiro de 2017, foi anunciado que ela havia assinado um novo contrato com a Warner Bros. Records.
Em sua página oficial do Facebook declarou:
| “ | "Estou atualmente trabalhando no melhor álbum da minha carreira. Quero proporcionar a vocês um show incrível, um show que vocês mereçam. Por conta disso, preciso estar focada em estúdio e me comprometer com as novas músicas. Amo todos vocês e sou agradecida pelo seu apoio. Estou animada para esta jornada e espero vê-los em breve. | ” |

## Desempenho Comercial
O álbum estreou em número 87 na Billboard 200 e número 48 na Top R&B/Hip-Hop Albums fazendo de Beauty Marks seu álbum com menor desempenho até hoje.

## Faixas
Edição Padrão
| N.º | Título                                       | Compositor(es)                                                             | Produtor(es)                                                | Duração |  |
| 1.  | "I Love Myself" (participação de Macklemore) | Ciara Wilson Benny Cassette Macklemore Clara Calaway Kimberly Perry        | Cassette Wilson Tyler Dopps                                 | 5:28    |  |
| 2.  | "Level Up"                                   | Wilson Theron Thomas Jonathon "JR" Rotem Telly Brown Jr.                   | Rotem Wilson                                                | 3:24    |  |
| 3.  | "Set"                                        | Wilson Thomas Dallas Caton                                                 | Moonbeat Wilson Andy D. Park                                | 2:56    |  |
| 4.  | "Thinkin Bout You"                           | Wilson Ester Dean Marc Sibley Nathan Cunningham                            | Space Primates Wilson Park                                  | 3:48    |  |
| 5.  | "Trust Myself"                               | Wilson Janine The Machine Bei Maejor                                       | Maejor Wilson Machine                                       | 3:38    |  |
| 6.  | "Girl Gang" (participação de Kelly Rowland)  | Wilson Machine Jean-Pierre Medor C."Tricky" Stewart                        | Stewart Medor Wilson Andy D Park Kelly Rowland Kyle Coleman | 3:19    |  |
| 7.  | "Dose"                                       | Wilson Rodney "Darkchild" Jerkins Carmen Reece Samuel Fischer              | Darkchild Wilson Park                                       | 3:42    |  |
| 8.  | "Na Na"                                      | Wilson Rosina "Soaky" Siren Kaveh Rastegar Brandon Coleman Josh Lopez      | Cassette Wilson                                             | 3:08    |  |
| 9.  | "Freak Me" (participação de Tekno)           | Wilson Thomas Rotem Tiwatope Savage Charles Enebeli Michael Ajereh Collins | Rotem                                                       | 3:20    |  |
| 10. | "Greatest Love"                              | Wilson Thomas Jasper Cameron                                               | J. Cameron Ron Cameron Wilson Park                          | 3:43    |  |
| 11. | "Beauty Marks"                               | Wilson Skylar Grey                                                         | Grey Wilson Eric Ross                                       | 3:38    |  |

| Faixa Bônus Versão Japonesa |                                                                  |                                                                                                  |                           |         |  |
| N.º                         | Título                                                           | Compositor(es)                                                                                   | Produtor(es)              | Duração |  |
| 12.                         | "Level Up (Remix)" (participação de Missy Elliot e Fatman Scoop) | Ciara Wilson Theron Thomas Jonathon "JR" Rotem Telly Brown Jr. Melissa Elliott Isaac Freeman III | Roten Nas Łukas Skaz Luke | 3:49    |  |

Créditos de demonstração
- "Level Up" - Contém amostras de "Fuck It Up Challenge" escrita por Telly Brown Jr. e interpretada por DJ Telly Tell.
- "Freak Me" - Contém interpolações de "Before NKO" escrita por Tiwatope Savage, Charles Enebeli, Michael Ajereh Collins e interpretada por Tiwa Savage